# Тарновець (Нижньосілезьке воєводство)
Тарновець (пол. Tarnowiec) — село в Польщі, у гміні Завоня Тшебницького повіту Нижньосілезького воєводства.
Населення — 423 особи (2011).
У 1975—1998 роках село належало до Вроцлавського воєводства.

## Демографія
Демографічна структура станом на 31 березня 2011 року:
|          | Загалом | Допрацездатний вік | Працездатний вік | Постпрацездатний вік |
| -------- | ------- | ------------------ | ---------------- | -------------------- |
| Чоловіки | 216     | 56                 | 150              | 10                   |
| Жінки    | 207     | 41                 | 143              | 23                   |
| Разом    | 423     | 97                 | 293              | 33                   |